# Астарта-Київ
Астарта-Київ (англ. Astarta-Kyiv) — вертикально інтегрований український агропромисловий холдинг. Виробляє продовольчі товари з орієнтацією на глобальні ринки.
Компанія заснована у березні 1993 року Віктором Іванчиком, який з того часу залишається СЕО компанії.
Основна діяльність сконцентрована у рослинництві, цукровій промисловості, молочному та м'ясному тваринництві, сфері переробки сої, зерновій логістиці, біоенергетиці.
З 2006 року акції Astarta Holding N.V. розміщені на Варшавській фондовій біржі. У жовтні 2022 року компанія завершила процес транскордонної міграції і продовжила розміщення акцій на Варшавській фондовій біржі як Astarta Holding PLC (тікер AST).
Мажоритарні акціонери Астарти — Віктор Іванчик та Fairfax. Серед інших акціонерів — інституційні європейські й американські інвестори.
У 2008 році компанія однією з перших в Україні приєдналася до мережі Глобального договору ООН.

## Діяльність
Компанія має наступні основні напрями діяльності.
Рослинництво. В операційному управлінні компанії перебуває 220 тис. га земель сільськогосподарського призначення у семи областях. Стратегічні культури — цукровий буряк, соя, пшениця, кукурудза, соняшник, ріпак. Щороку компанія виробляє близько 1 млн тонн зернових та олійних культур. Частину олійних культур компанія переробляє на власному переробному заводі в Україні, а решту продає. 
Компанія має мережу власних елеваторних комплексів загальною потужністю одночасного зберігання понад 560 тис. тонн.
Виробництво цукру. Цукрові заводи компанії розташовані у Полтавській, Вінницькій та Хмельницькій областях. У 2024 році п’ять цукрових заводів «Астарти» виробили 380 тис. тонн цукру і це найвищий показник по холдингу за попередні сім років. Заводи компанії також можуть виробляти цукор з тростинного цукру-сирцю. Продукція реалізується на внутрішньому та європейському ринках.
Переробка сої. Соя переробляється на Глобинському переробному заводі компанії, річна виробнича потужність становить 230 тис. тонн. Продукція реалізується на внутрішньому ринку та експортується до країн ЄС, Близького і Далекого Сходу.
Молочне та м'ясне тваринництво. Астарта — найбільший виробник промислового молока в Україні. Щорічне виробництво становить понад 100 тис. тонн молока та 2600 тонн м'яса. Загальне поголів'я великої рогатої худоби становить майже 30 тис. голів.
Альтернативна енергетика. Холдинг володіє біоенергетичним комплексом потужністю понад 50 млн м3 біогазу на рік. Біогаз виробляється з органічних залишків переробки цукрових буряків. 
Астарта активно співпрацює з провідними світовими фінансовими інституціями: Європейським банком реконструкції та розвитку, Міжнародною фінансовою корпорацією (IFC), Європейським інвестиційним банком, Голландським банком розвитку FMO, Німецьким банком розвитку DEG.

## Історія розвитку
1993 — 2 березня Віктор Іванчик заснував компанію Астарта-Київ.
1994 — 29 квітня укладений знаковий для компанії контракт № 1 постачання енергоносіїв на цукрові заводи України в обмін на цукор.
1997 — створена перша агрофірма «Пустовійтове» у Полтавській області. Компанія починає займатися агровиробництвом.
1999 — Астарта стала акціонером Яреськівського цукрового заводу і починає займатися виробництвом цукру.
2003—2005 — до складу компанії входять Жданівський, Кобеляцький, Веселоподільський та Глобинський цукрові заводи.
2006 — 24 травня створена холдингова компанія Astarta Holding N.V. згідно із законодавством Королівства Нідерланди.
17 серпня проведено первинне розміщення акцій компанії Astarta Holding N.V. на Варшавській фондовій біржі. Залучені завдяки IPO кошти були інвестовані у розвиток цукрового виробництва, вдосконалення агротехнологій та модернізацію тваринництва.
2008 — Астарта починає свою діяльність у Хмельницькій області, придбавши Наркевицький цукровий завод.
2010 — компанія починає реалізацію масштабної інвестиційної програми з будівництва елеваторної інфраструктури, що є новим видом діяльності для агропромхолдингу. Збудовані та введені в експлуатацію Війтовецький елеватор у Хмельницькій області та Хмільницький елеватор у Вінницькій області.
2011 — компанія будує новий молочнотоварний комплекс на 1300 голів ВРХ у Полтавській області.
2012 — Астарта відкриває новозбудований нетельний комплекс у Полтавській області, розрахований на утримання до 5 000 голів молодняка.
2014 — введений в експлуатацію Глобинський переробний завод (переробка сої на високопротеїновий шрот та соєву олію).
2017 — Астарта створює in-house IT-компанію AgriChain, яка з 2018 року починає розробку єдиної цифрової системи управління агробізнесом.
2018—2019 — компанія продовжує масштабну інвестиційну програму з будівництва елеваторної інфраструктури — будує і вводить в експлуатацію ще чотири елеватори у Полтавській області: Скороходівський, Лутовинівський, Семенівський та Яреськівський елеватори. Компанія також придбала 200 нових бункерів-зерновозів.
2020 — компанія отримала сертифікат органічного виробництва.
2021 — Астарта вперше у своїй історії виплатила дивіденди, 50 євроцентів за 1 акцію.
2022 — у березні Астарта та благодійний фонд "Повір у себе" створили гуманітарну платформу "Спільна допомога Україні" для допомоги українським військовим і цивільним, які постраждали від російської агресії в Україні.
У жовтні компанія завершила процес транскордонної міграції, внаслідок чого корпоративне місцезнаходження компанії було перенесено з Амстердаму (Нідерланди) до Нікосії (Кіпр) і компанія почала здійснювати свою діяльність під назвою Astarta Holding PLC.

## Цифрові інновації
У 2017 році Астарта створює in-house IT-компанію AgriChain, яка з 2018 року починає розробку єдиної цифрової системи управління агробізнесом. Операційна система AgriChain автоматизує різні бізнес-процеси компанії і дозволяє у режимі онлайн управляти земельним банком, агровиробництвом, моніторингом посівів, логістикою ТМЦ та продукції, складським господарством та іншими ланками бізнесу. З 2020 року цією розробкою користуються й інші аграрні компанії в Україні.
У 2022 році AgriChain розпочав партнерство з Planet Labs, яке об'єднало додаток AgriChainScout та платформу Planet Labs для отримання супутникових знімків полів (Planet Visual, Planet NDVI). AgriChain також співпрацює з провідними світовими компаніями One Soil та Sentinel Hub.
Компанія була номінована на глобальну премію The 2nd Planet Purpose Awards 2023 у категорії Dream Big.

## Сталий розвиток
Астарта активно працює над реалізацією програм сталого розвитку у сферах енергоефективності, охорони навколишнього середовища, соціальних питань і корпоративного управління.
Для прискорення реалізації цих програм в компанії створено систему корпоративного управління зі сталого розвитку: Комітет з питань ESG на операційному рівні та Комітет зі сталого розвитку та КСВ на рівні Ради директорів.
Після приєднання до мережі Глобального договору ООН у 2008 році Астарта почала публікувати нефінансову звітність, яка з 2017 року готується за стандартами GRI.
У 2008 році Астарта стала першою українською компанією, яка домовилася про продаж вуглецевих квот з Багатостороннім фондом вуглецевих кредитів, створеним Європейським банком реконструкції та розвитку і Європейським інвестиційним банком відповідно до Кіотського протоколу.
З 2018 року міжнародне рейтингове агентство EcoVadis проводить всебічний аналіз прогресу Астарти у сфері сталого розвитку на основі екологічних, соціальних та управлінських (ESG) критеріїв. Третій рік поспіль Астарта отримує срібну медаль EcoVadis.
З 2020 року ESG-ризики компанії оцінює і незалежне рейтингове агентство Sustainalytics. Станом на вересень 2021 року Астарта посіла II місце серед 89 аграрних компаній світу, оцінених агентством і 93 місце — серед 561 компанії харчової промисловості.
З 2021 року Астарта звітує з питань зміни клімату на платформі Carbon Disclosure Project.
У червні 2022 року під час Саміту лідерів Глобального договору ООН у Нью-Йорку генерального директора компанії Астарта Віктора Іванчика було оголошено переможцем у номінації "Піонер сталого розвитку бізнес-стратегії 2022" за досягнення у просуванні Цілей сталого розвитку. Україна була представлена на цьому конкурсі вперше.
Для досягнення цілей сталого розвитку Астарта активно співпрацює з провідними міжнародними інституціями. У червні 2023 року компанія отримала фінансування від ЄБРР на суму 30 млн доларів США. Пакет також включав кредит на сталий розвиток у розмірі 9 млн доларів США від Фонду чистих технологій. Це перша транзакція в Україні, підтримана Програмою ЄБРР для корпоративного сектору з високим впливом на клімат, що фінансується Фондом чистих технологій. Кредит має інноваційну структуру змішаного фінансування, згідно з якою ціноутворення пов'язане з досягненням кліматичних цілей.

## Благодійність і соціальна відповідальність
Соціальні ініціативи компанії спрямовані на покращення добробуту громад, в яких працює компанія. Проєкти покликані сприяти економічному розвитку місцевих громад (проєкт SMART-імпульс для громади), виховувати серед молоді лідерів змін, які розвивають свої регіони (проєкт Підйом), змінювати освітню систему, скорочуючи розрив між теорією і практикою (проєкт Дуальна освіта).
З початку повномасштабного вторгнення Росії в Україні Астарта сфокусувалася на питаннях продовольчої та гуманітарної безпеки і спільно з благодійним фондом «Повір у себе» створили гуманітарний проєкт Common Help UA. До нього вже приєдналися десятки українських та міжнародних бізнесів та благодійних організацій. Учасники проєкту надають допомогу тимчасово переміщеним українцям, місцевим громадам, медичним та соціальним закладам України, розвивають підприємництво.
За понад півтора року роботи до ініціативи долучилися понад 35 партнерів з дванадцяти країн світу. Допомогу отримали понад 831 000 українців.
Загалом партнери платформи зосередилися на чотирьох основних питаннях: гуманітарна допомога тимчасово переміщеним українцям, які постраждали від війни, медичні та соціальні заклади в Україні, а також підтримка українських військових.
Окремим фокусом був розвиток регіонального підприємництва у співпраці з німецьким банком розвитку DEG, Райффайзен Банком та урядом Канади — партнерські грантові програми "Курс на незалежність", "Відважні" та "Крила". Двісті дев'ять підприємств отримали гранти на розвиток вже створеного або започаткування нового бізнесу і вже створили понад 500 нових робочих місць.
Четвертий напрям — реінтеграція та психосоціальна підтримка ветеранів і сімей військовослужбовців, внутрішньо переміщених осіб, людей з інвалідністю, а також малозабезпечених і літніх людей. З цією метою Астарта та Міністерство соціальної політики України підписали Меморандум про співпрацю щодо покращення соціальних послуг для вразливих груп населення, підтримки психічного здоров'я, підвищення згуртованості та соціальної спроможності місцевих громад для подолання викликів війни (проект "Інтегрована служба життєстійкості").

## Внесок Астарти в економіку України
У серпні 2021 року аудиторська компанія Ernst&Young представила результати свого дослідження на тему всебічної оцінки повного внеску Астарти в економіку України.
У серпні 2023 року Астарта оновила дані, зазначивши, що внесок компанії в економіку країни за сімнадцять років публічної історії компанії перевищив 2,64 млрд доларів США, в тому числі 513 млн доларів США у вигляді податків і зборів.